# 国鉄タキ19600形貨車
国鉄タキ19600形貨車（こくてつタキ19600がたかしゃ）は、1970年（昭和45年）から製作された、TDI専用の 35 t 積 貨車（タンク車）である。
私有貨車として製作され、日本国有鉄道（国鉄）に車籍編入された。1987年（昭和62年）4月の国鉄分割民営化後は日本貨物鉄道（JR貨物）に車籍を承継された。

## 概要
タキ19600形は1970年（昭和45年）9月29日から1980年（昭和55年）3月13日にかけて11両（コタキ19600 - コタキ19610）が日本車輌製造1社のみにて製作された。
記号番号表記は特殊標記符号「コ」（全長 12 m 以下）を前置し「コタキ」と標記する。
本形式の他にTDIを専用種別とする形式は、タキ4850形（6両）があるのみである。
1979年（昭和54年）10月より化成品分類番号「毒61」（毒性の物質、毒性物質、危険性度合2（中））が標記された。
落成当時の所有者は、石油荷役、三井東圧化学、日本陸運産業の3社であった。その後2両（コタキ19601, コタキ19602）が1984年（昭和59年）11月6日に日本ポリウレタン工業へ名義変更した。1988年（昭和63年）には2両（コタキ19606, コタキ19607）が日本陸運産業へ名義変更された。
タキ35000形設計の流れをくむ前期形8両（コタキ19600 - コタキ19607）と、タキ38000形設計の流れをくむ後期形3両（コタキ19608 - コタキ19610）に大別できる。タンク材質は、ステンレス鋼であったが断熱材の選定不備があり、タンク体腐食の恐れがあったため1976年（昭和51年）から1978年（昭和53年）にかけて5両（コタキ19603 - コタキ19607）の断熱材の交換（硬質ポリウレタン→厚さ175 mmの片面アルミ面箔付グラスウール）を行った。タンク体は、ステンレス鋼であるがその上に断熱材、黒色塗装のキセ（外板）があったため一見して解りづらい構造であった。
キセ（外板）付き、ドーム付きタンク車であり、荷役方式は液入管による上入れ、液出管、窒素管による上出し式である。
塗色は、黒であり、全長は11,830 mm、全幅は2,720 mm、全高は3,751 mm、台車中心間距離は7,650 mm、実容積は29.6 m3、自重は18.9 t、換算両数は積車5.5、空車1.8、最高運転速度は75 km/h、台車は12 t車軸を使用したTR41C、TR41E、TR225である。
1987年（昭和62年）4月の国鉄分割民営化時には全車（11両）の車籍がJR貨物に継承され、最後まで在籍した8両（コタキ19603 - コタキ19610）が1999年（平成11年）に廃車になり形式消滅した。

## 年度別製造数
各年度による製造会社と両数、所有者は次のとおりである。（所有者は落成時の社名）
- 昭和45年度 - 2両
  - 日本車輌製造 2両 石油荷役（コタキ19600 - コタキ19601）
- 昭和48年度 - 4両
  - 日本車輌製造 4両 三井東圧化学（コタキ19602 - コタキ19605）
- 昭和49年度 - 2両
  - 日本車輌製造 2両 三井東圧化学（コタキ19606 - コタキ19607）
- 昭和54年度 - 3両
  - 日本車輌製造 3両 日本陸運産業（コタキ19608 - コタキ19610）